# Biserica romano-catolică din Târnovița

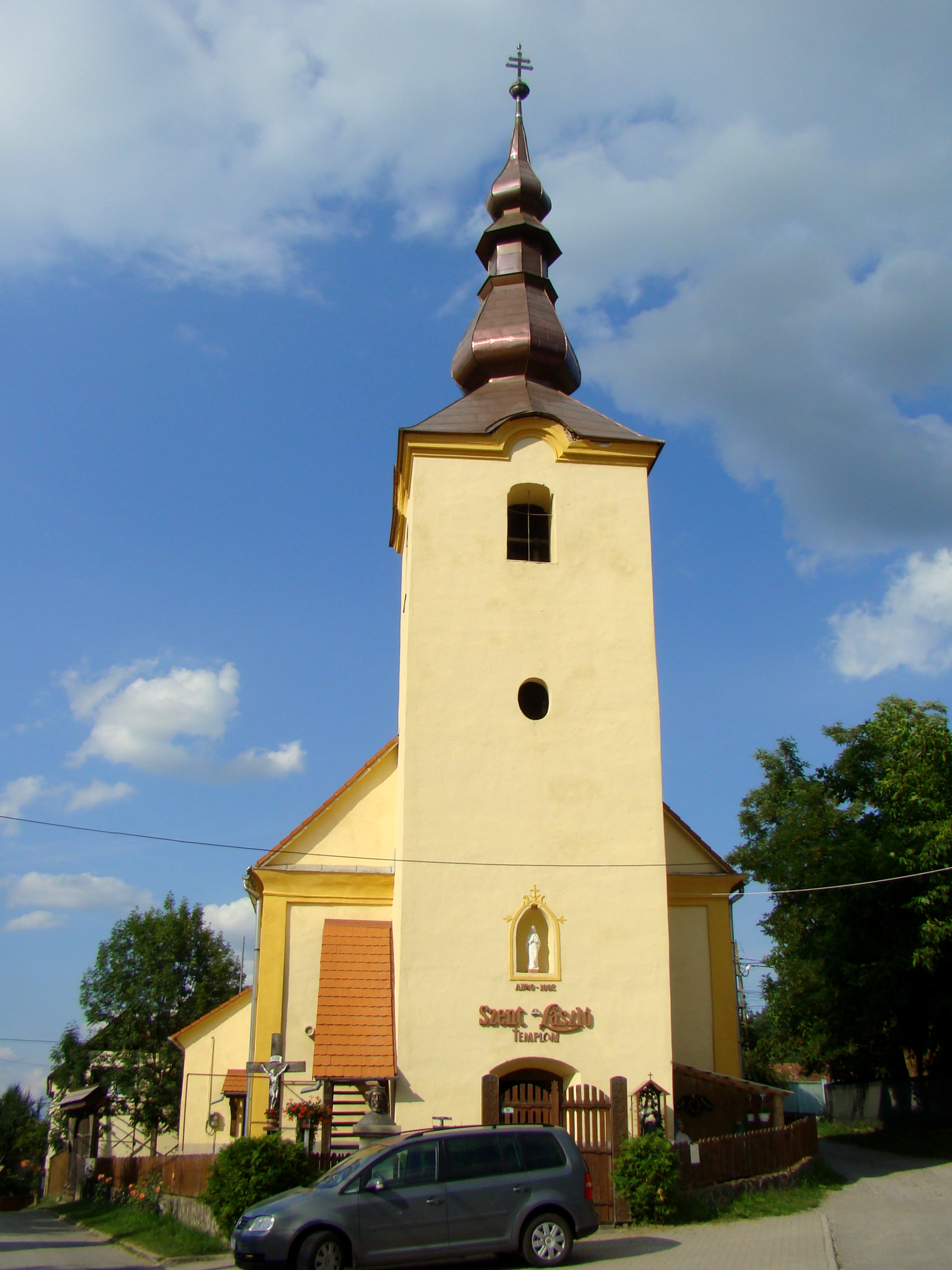
Biserica romano-catolică din Târnovița (august 2021)

Biserica romano-catolică din Târnovița este un lăcaș de cult aflat pe teritoriul satului Târnovița, comuna Brădești, județul Harghita. Are hramul „Sfântul Ladislau Rege”.

## Localitatea
Târnovița (în maghiară Küküllőkeményfalva) este un sat în comuna Brădești din județul Harghita, Transilvania, România. Menționat pentru prima oară în 1566, cu denumirea Keményfalva.

## Biserica
În anul 1796 locuitorii satului au solicitat permisiunea și fonduri pentru construirea unei biserici. Aceasta a fost terminată în anul 1802. Inițial acoperită cu șindrilă, în 1850 acoperișul a fost refăcut din țiglă. În turnul bisericii sunt trei clopote, cel mai vechi fiind turnat în 1837. Orga a fost realizată de meșterul István Kolonics, fiind renovată în 2015.  În piața Sfântul Ladislau din fața bisericii se află monumentul eroilor, dezvelit în anul 2008 și un bust al regelui Ladislau, operă a sculptorului István Petrovits din Sfântu Gheorghe.

## Vezi și
- Târnovița, Harghita

## Imagini

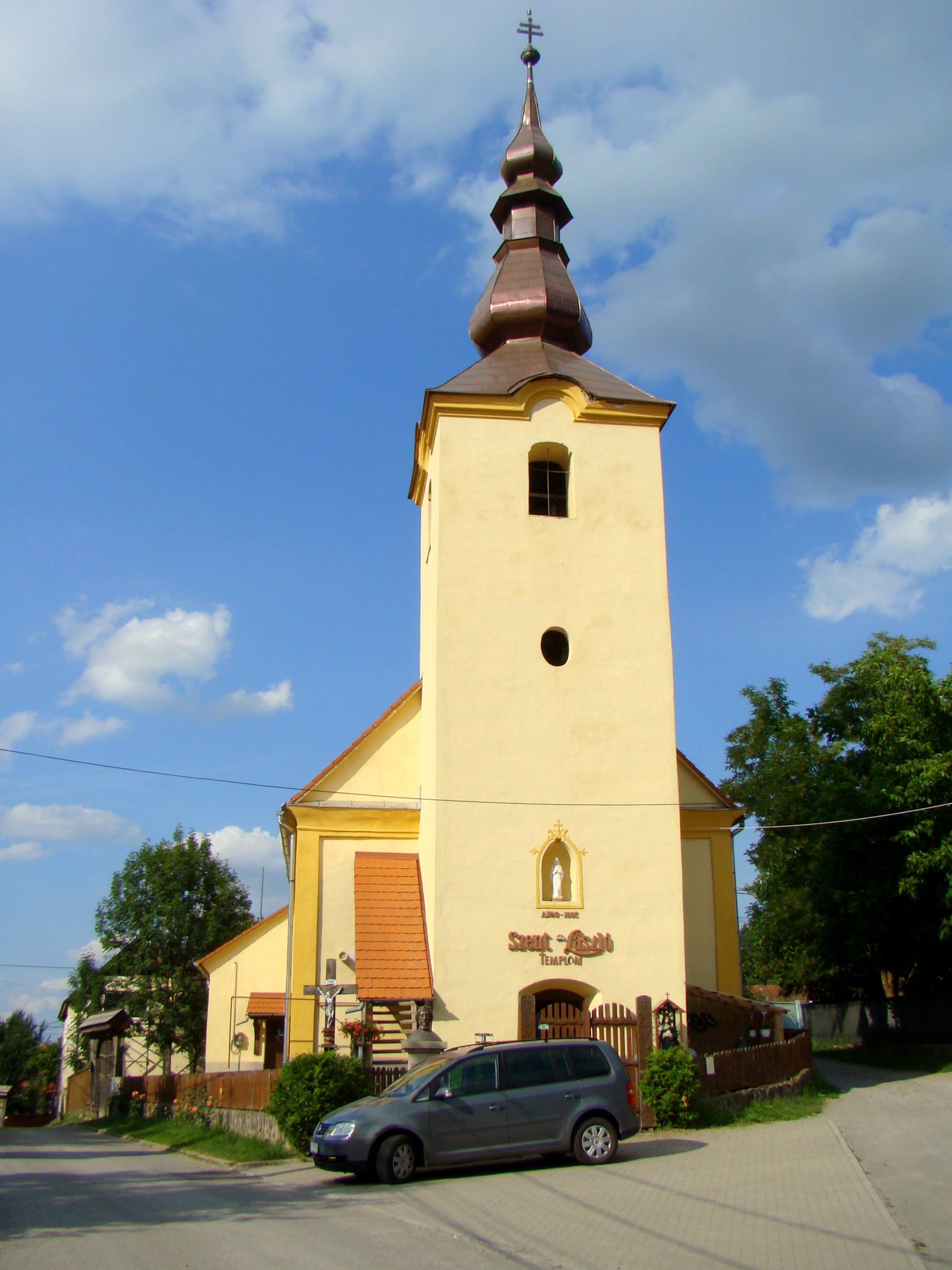
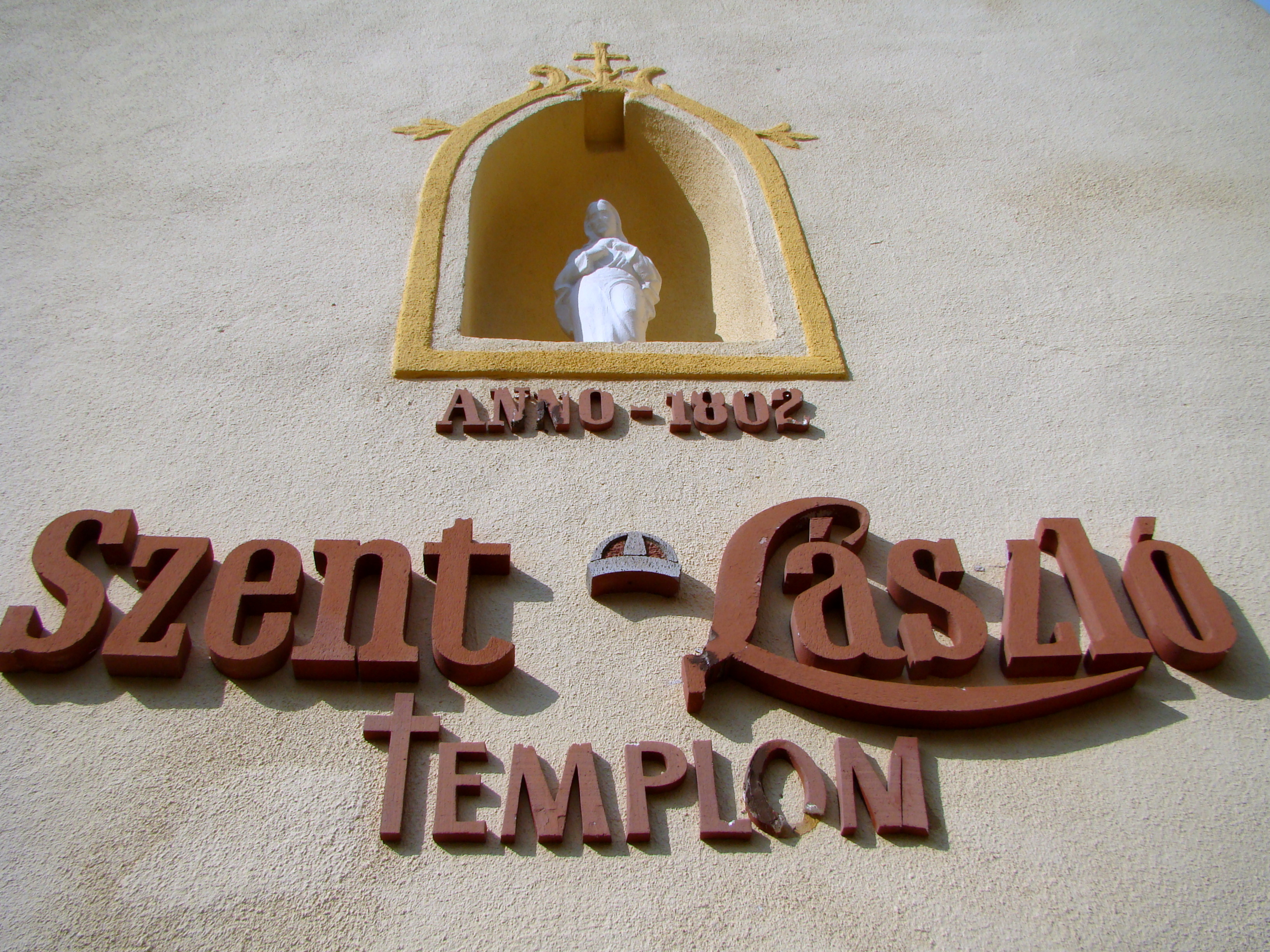
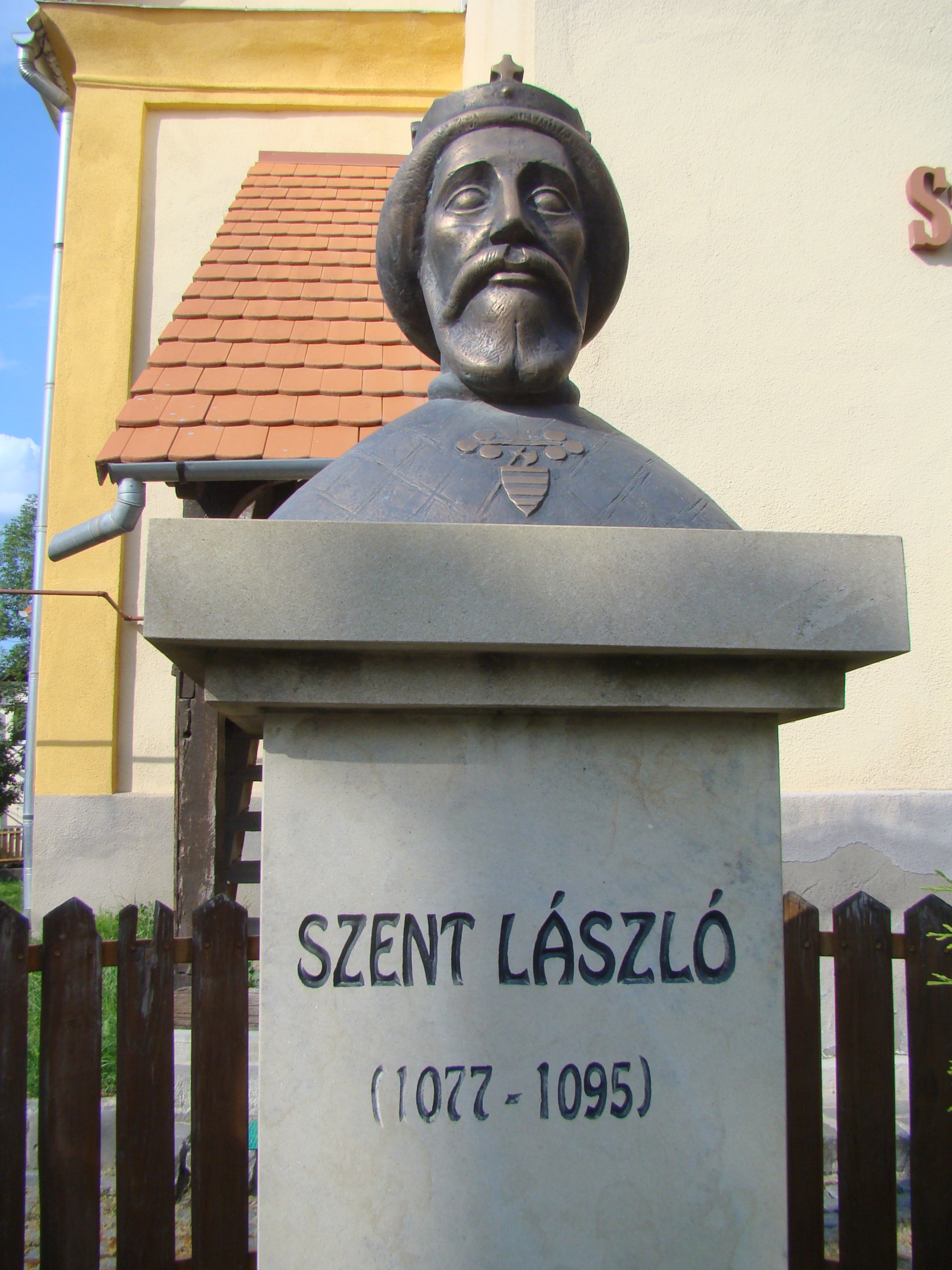
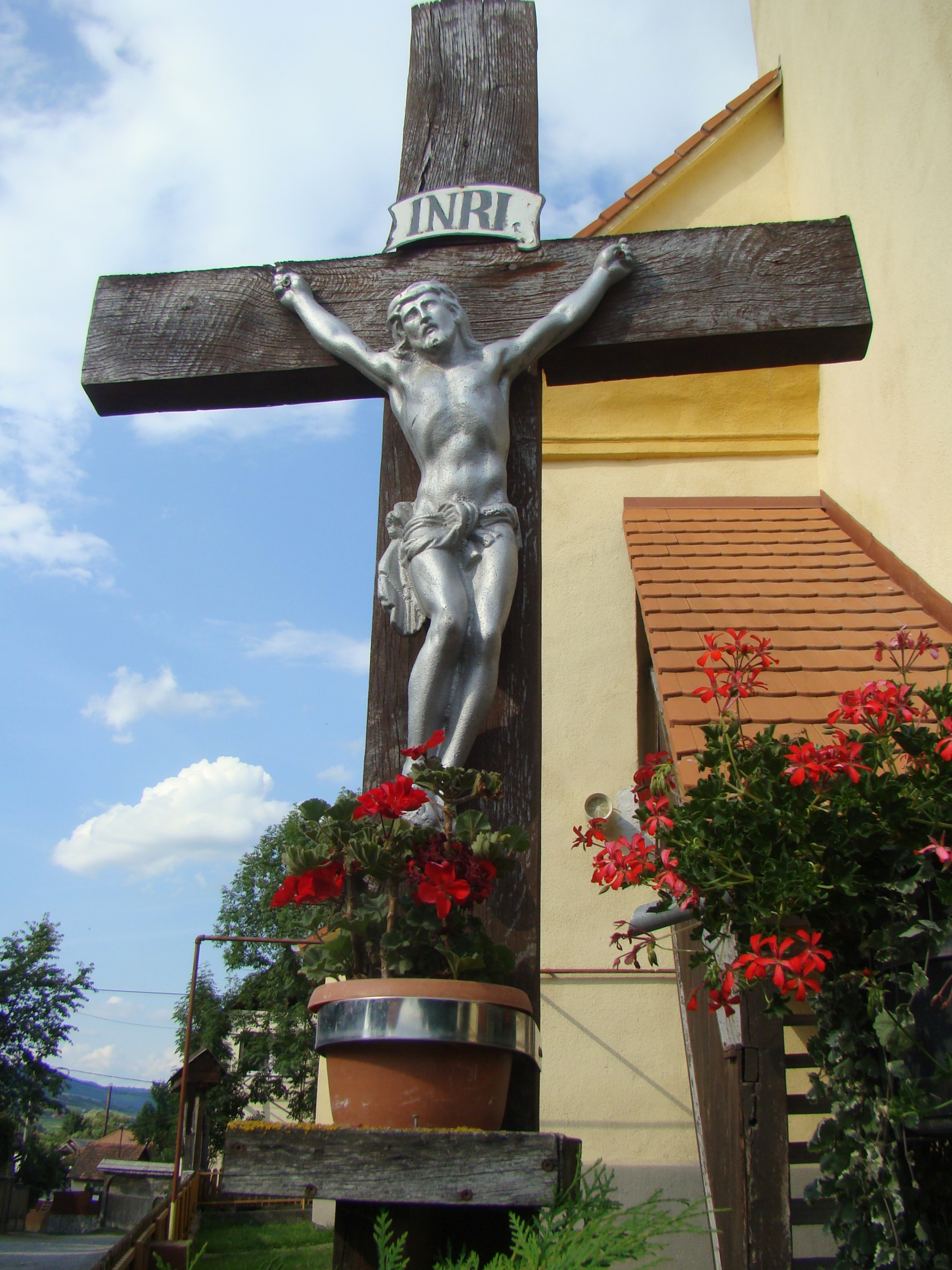
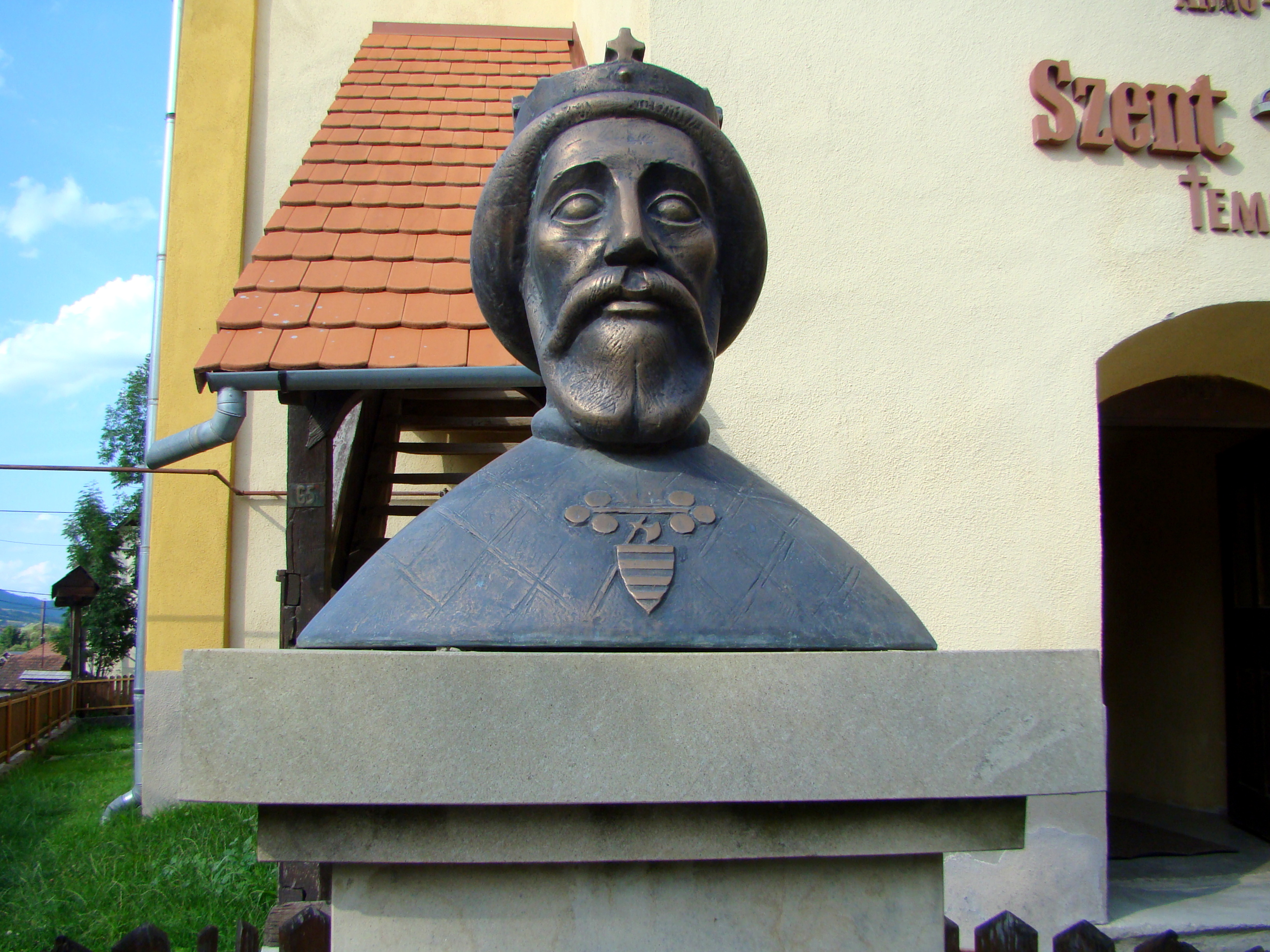
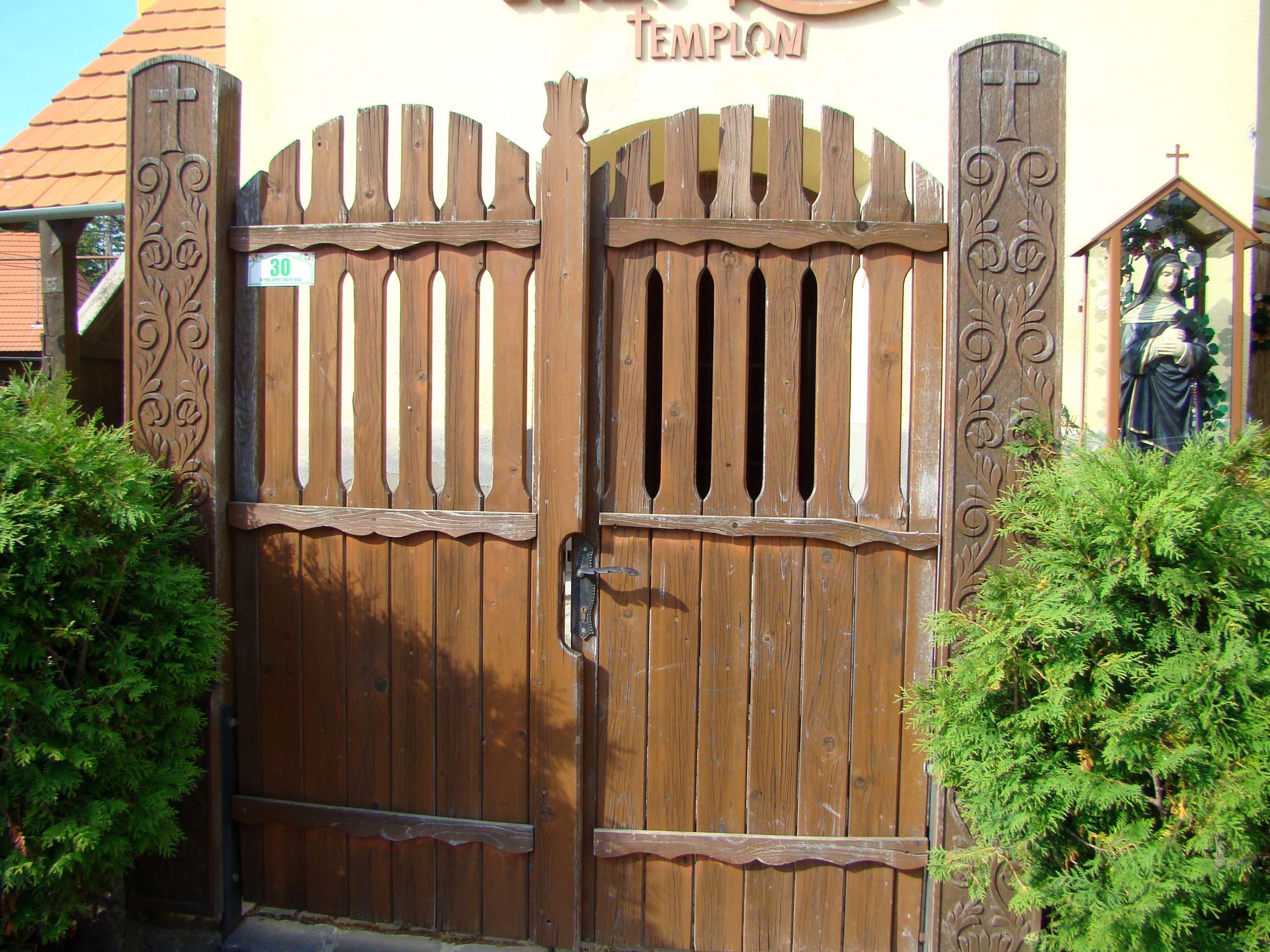
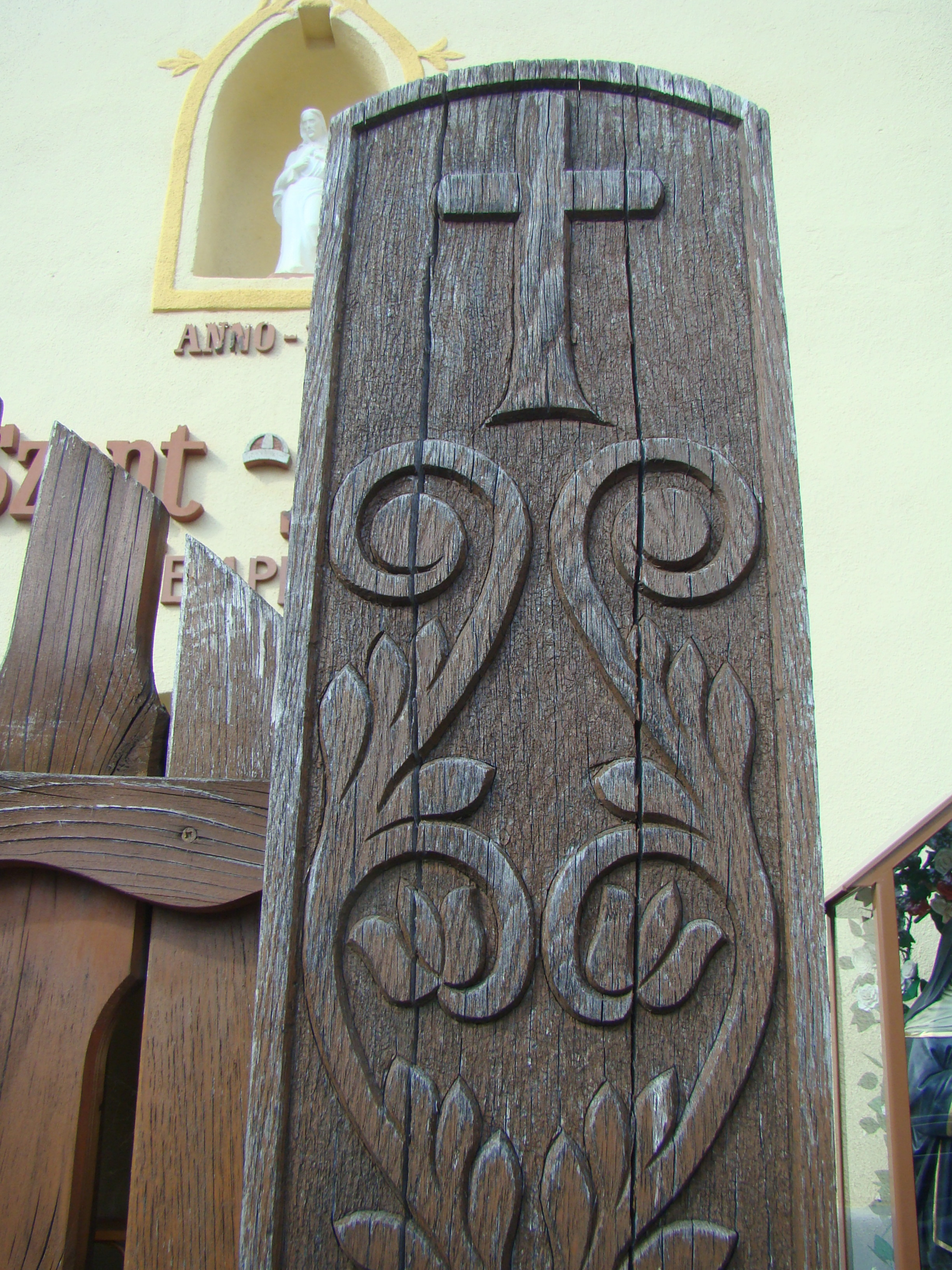
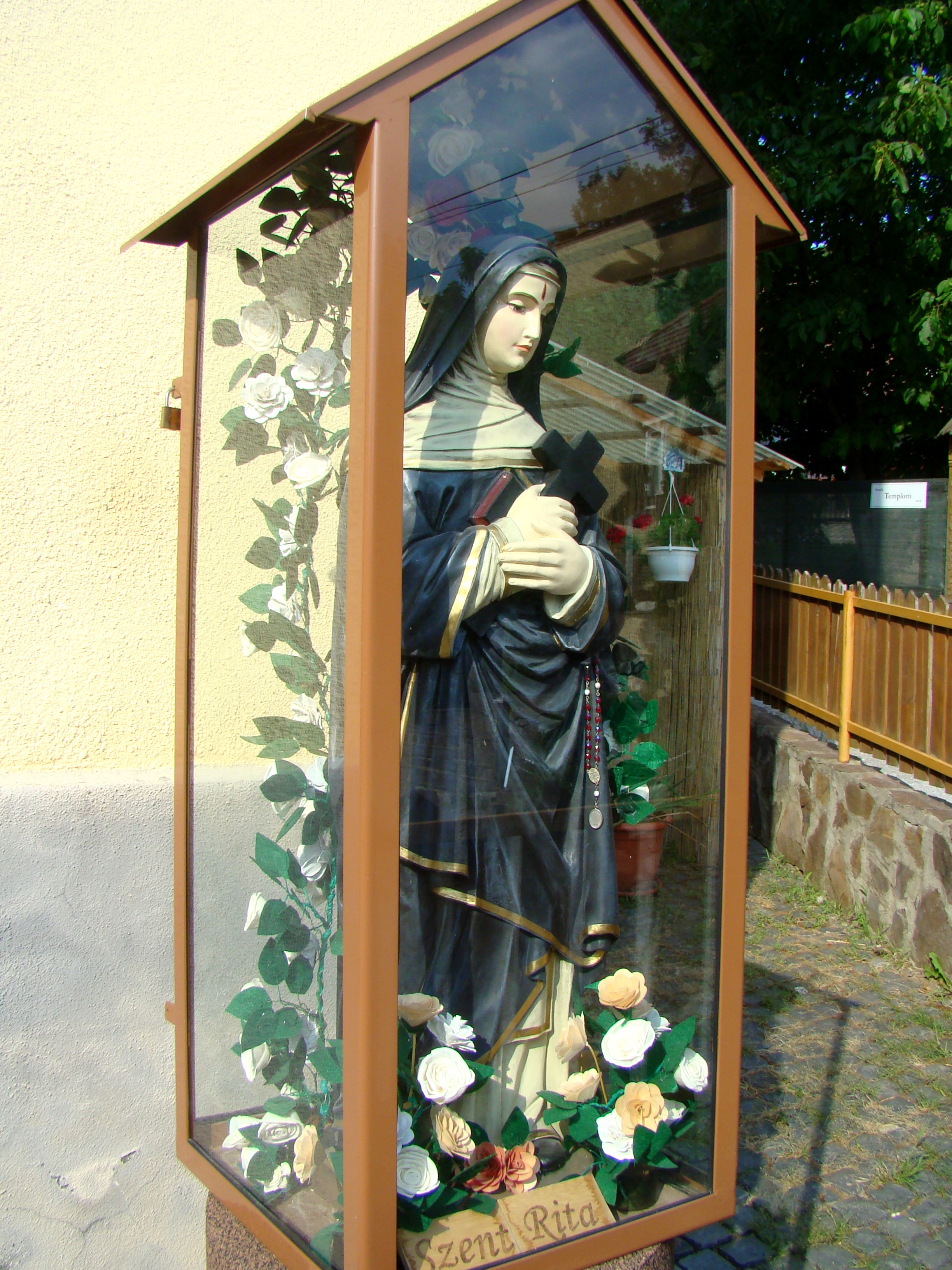
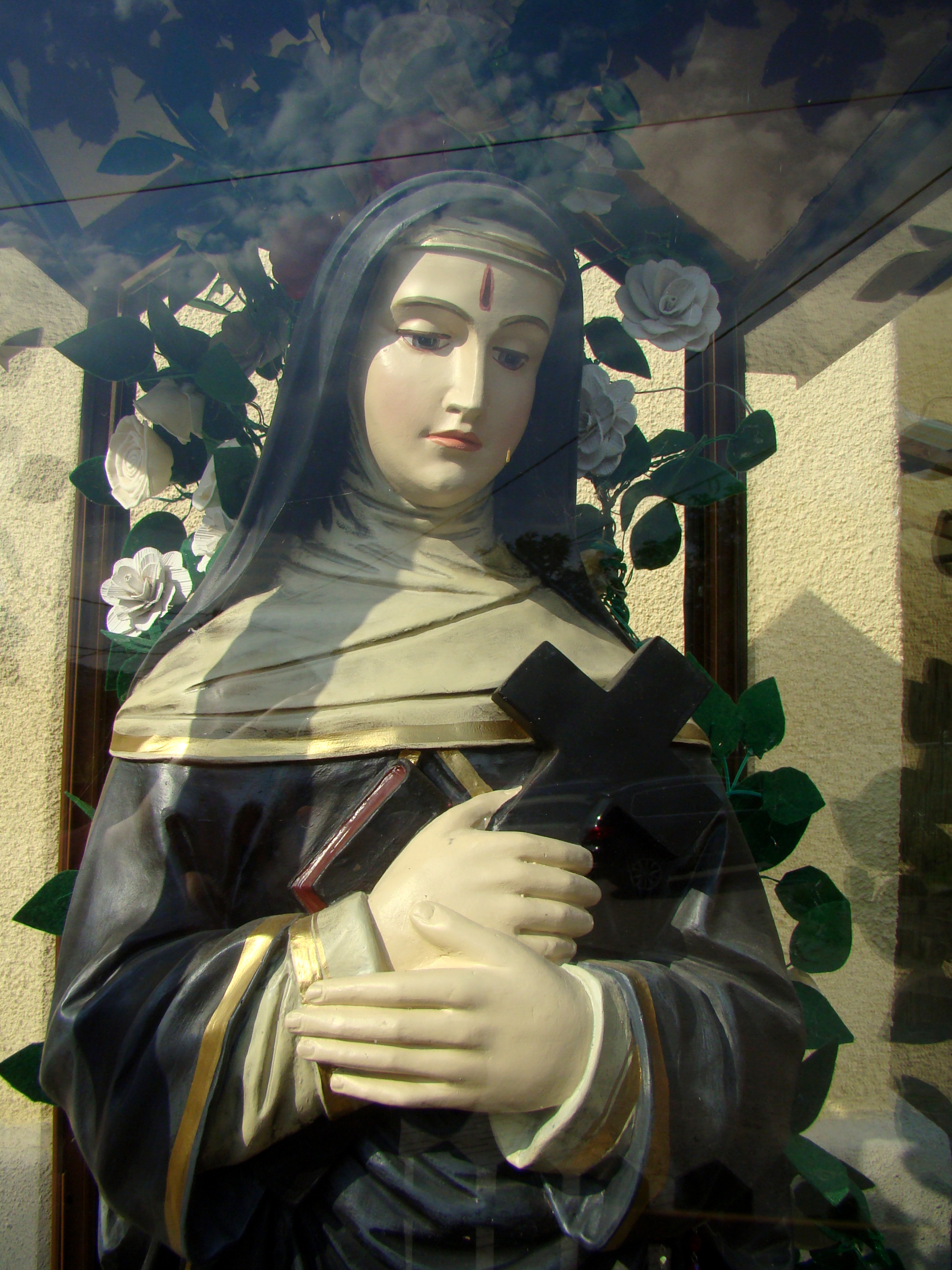
Sfânta Rita
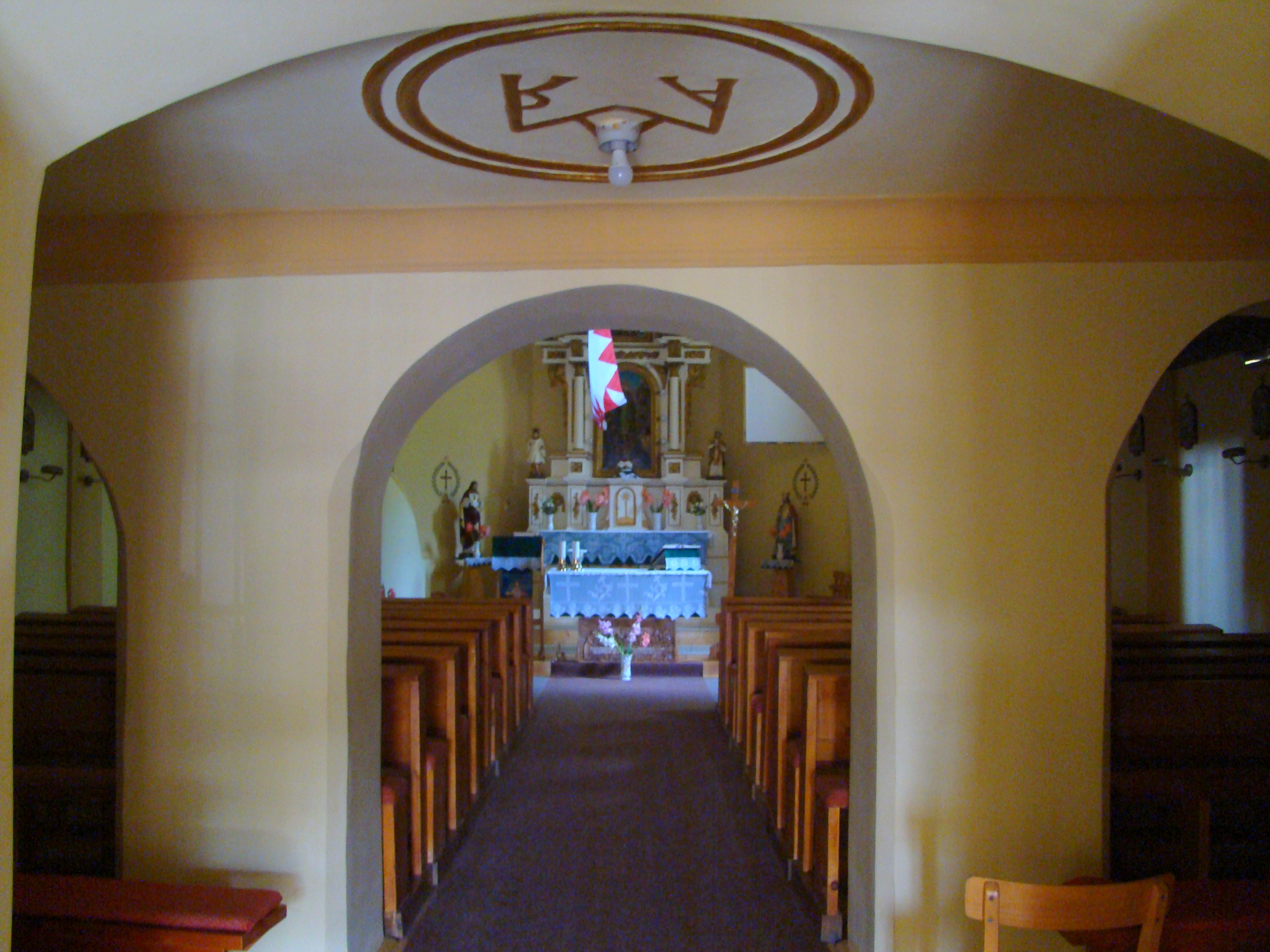
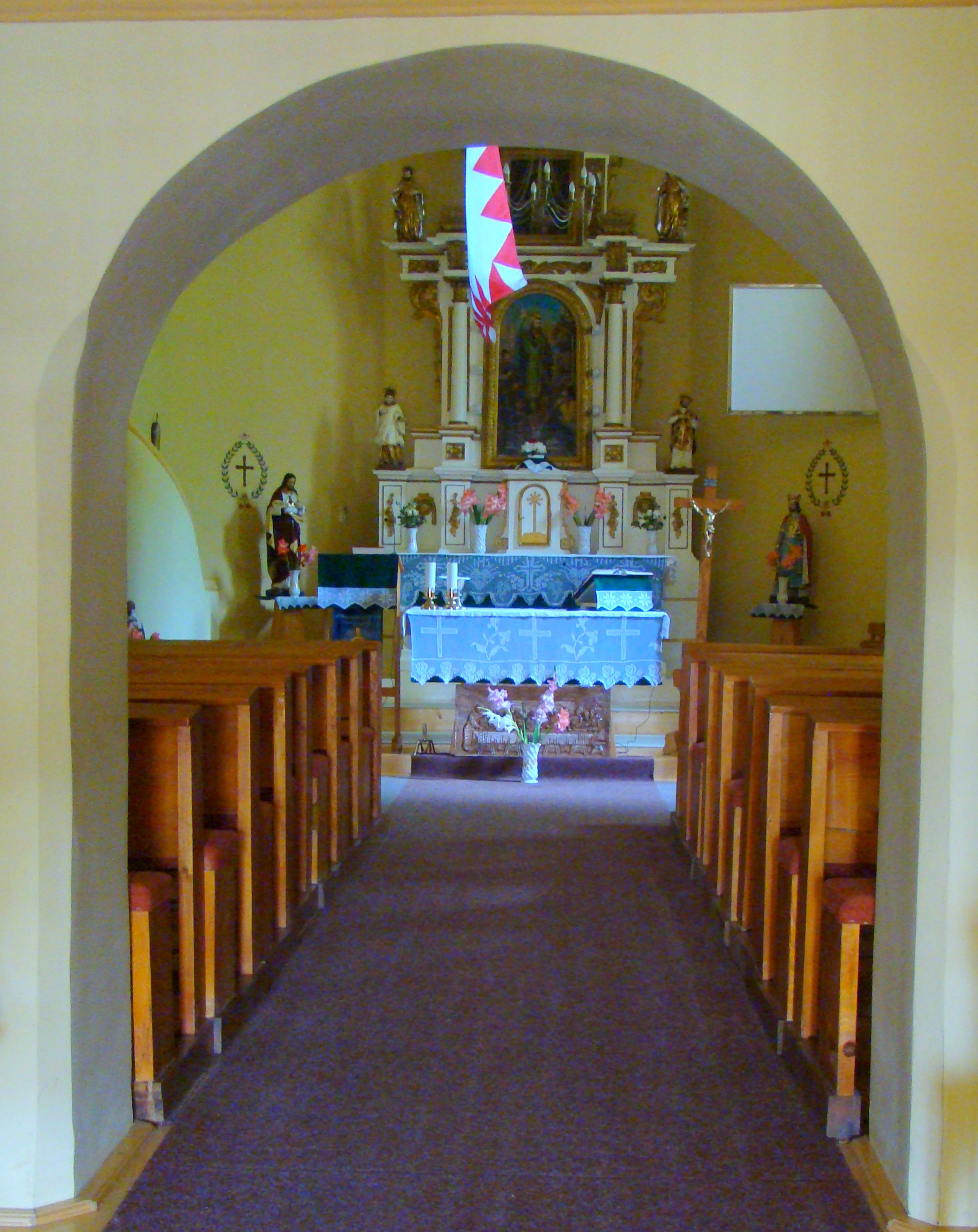
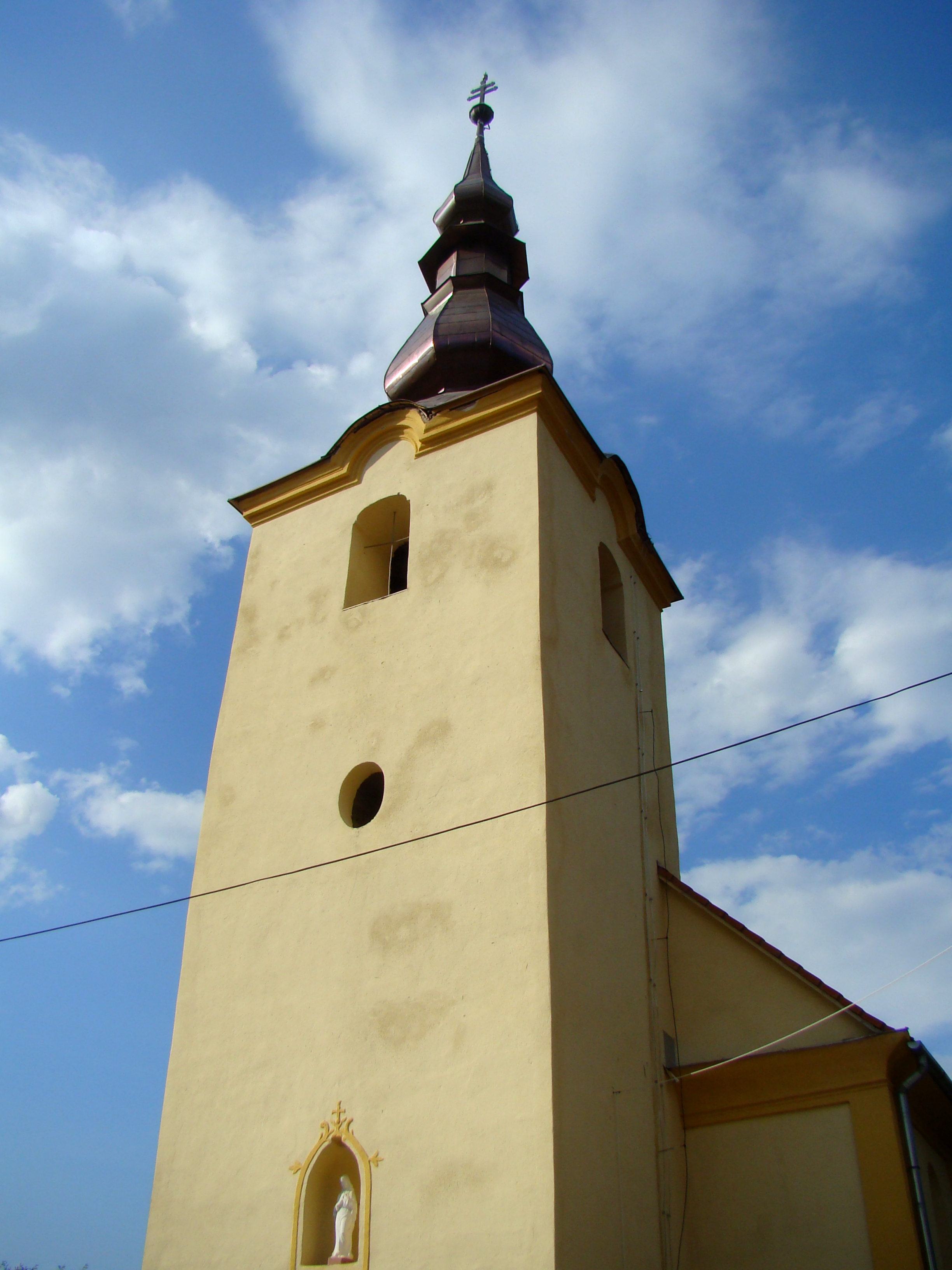
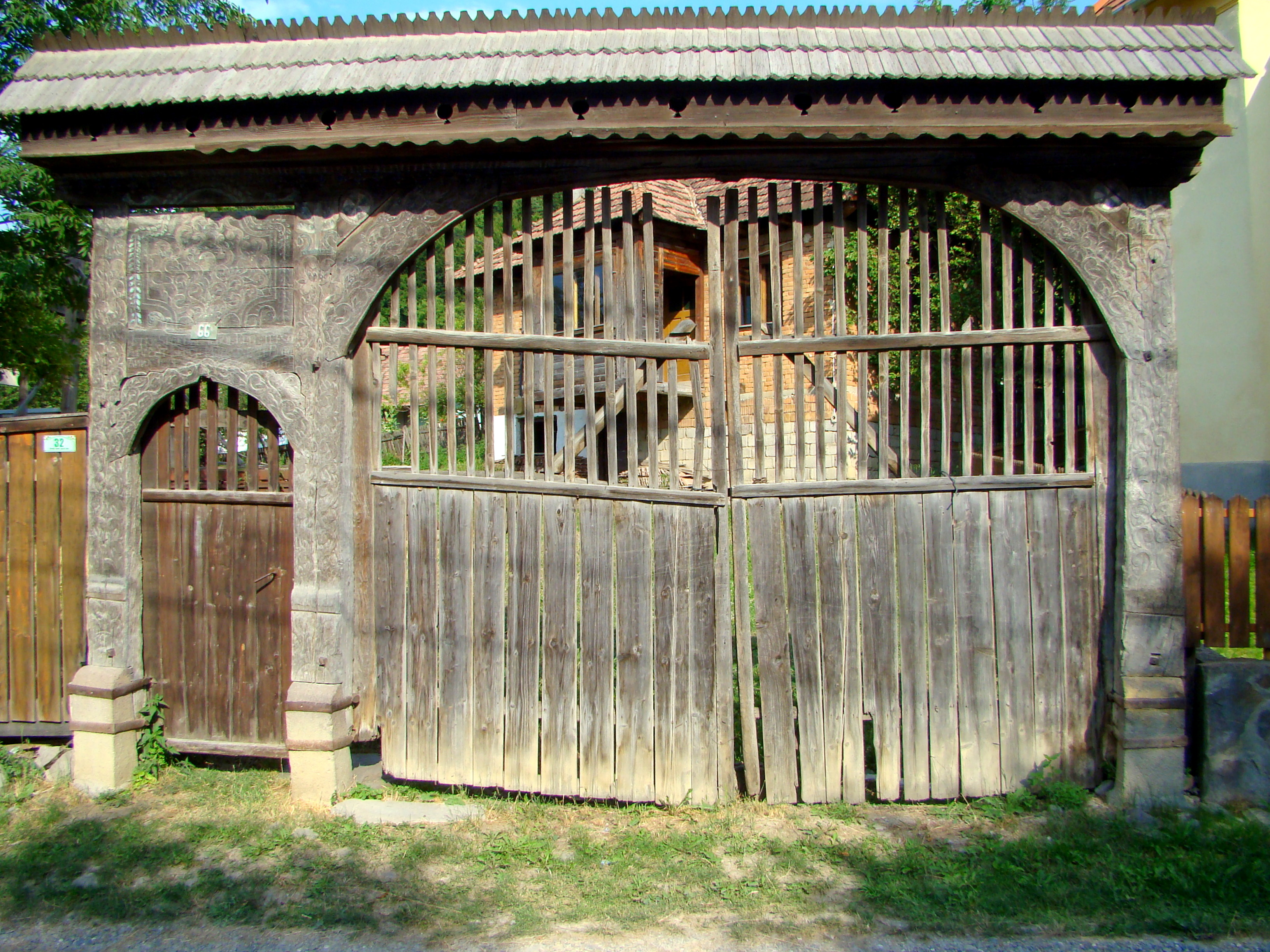
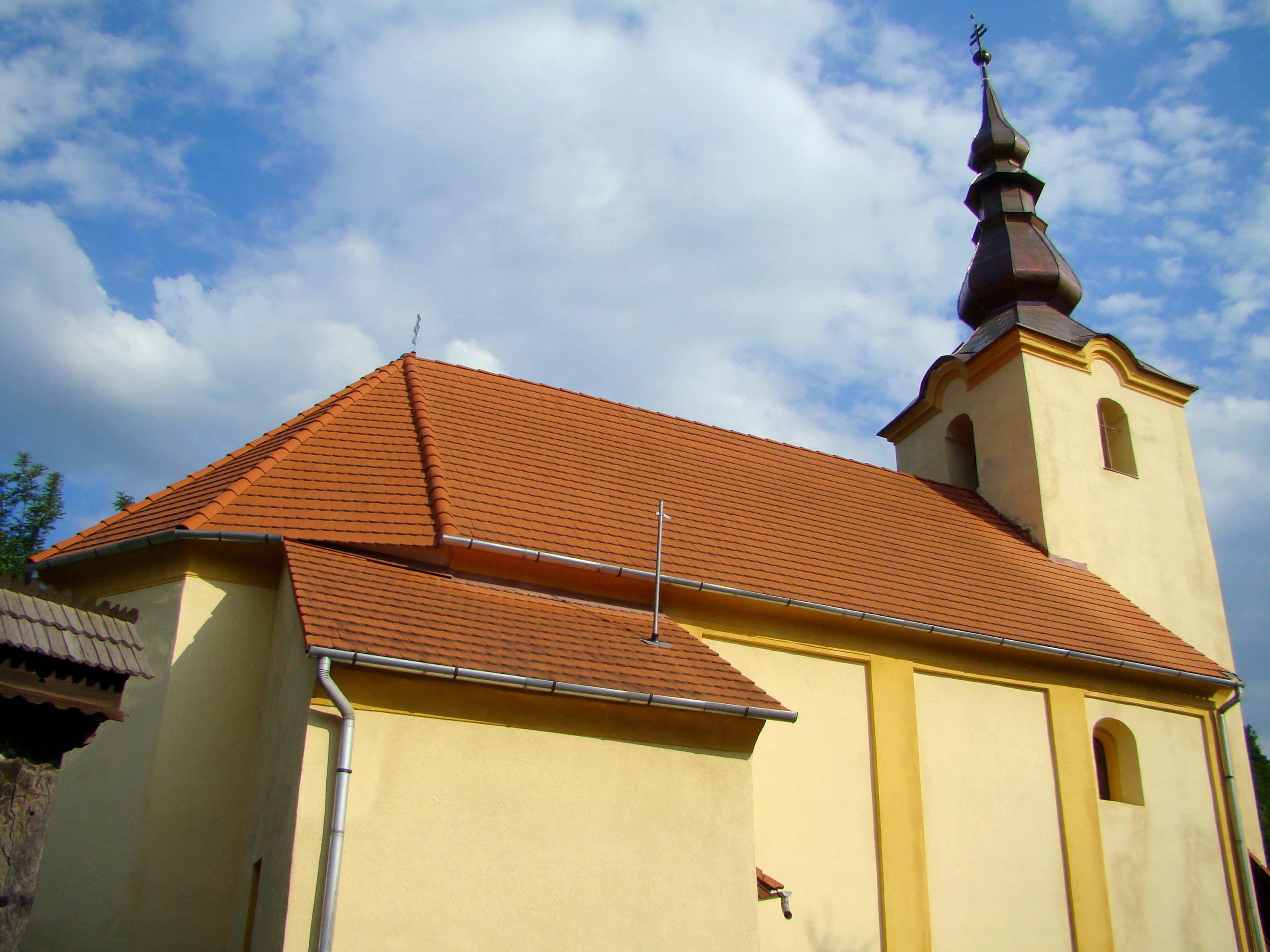
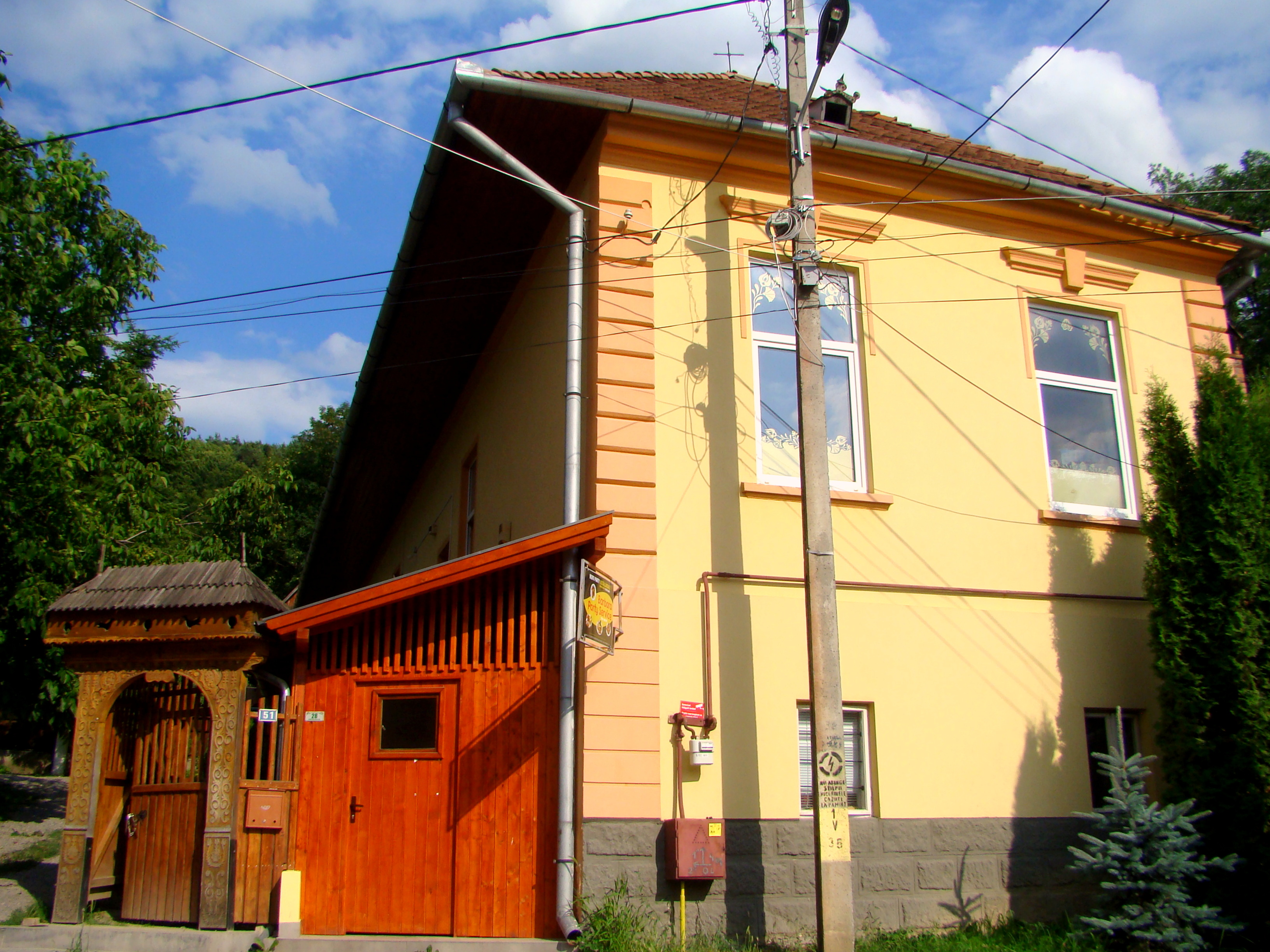
Școala catolică din Târnovița, construită în 1897
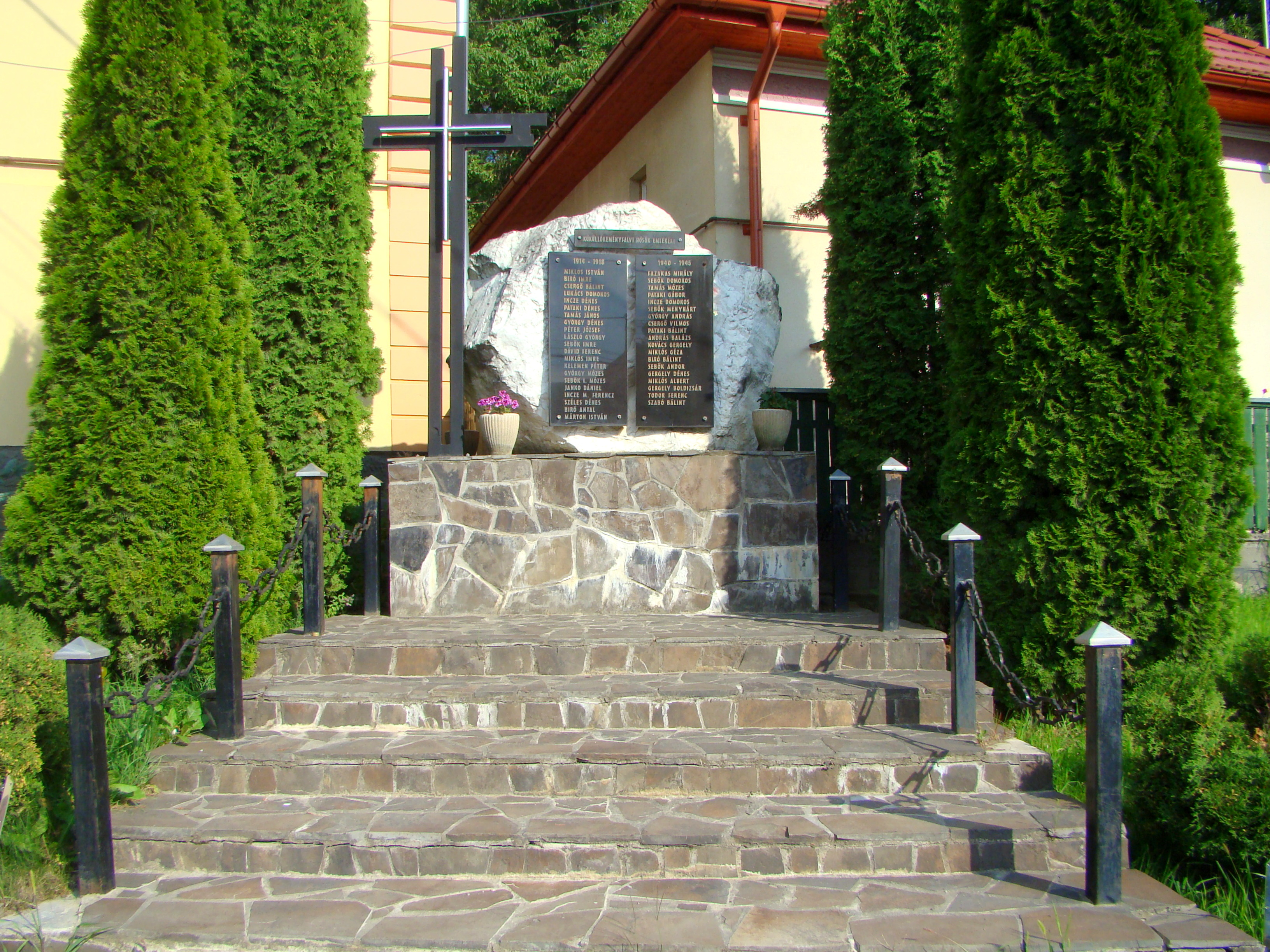
Monumentul eroilor
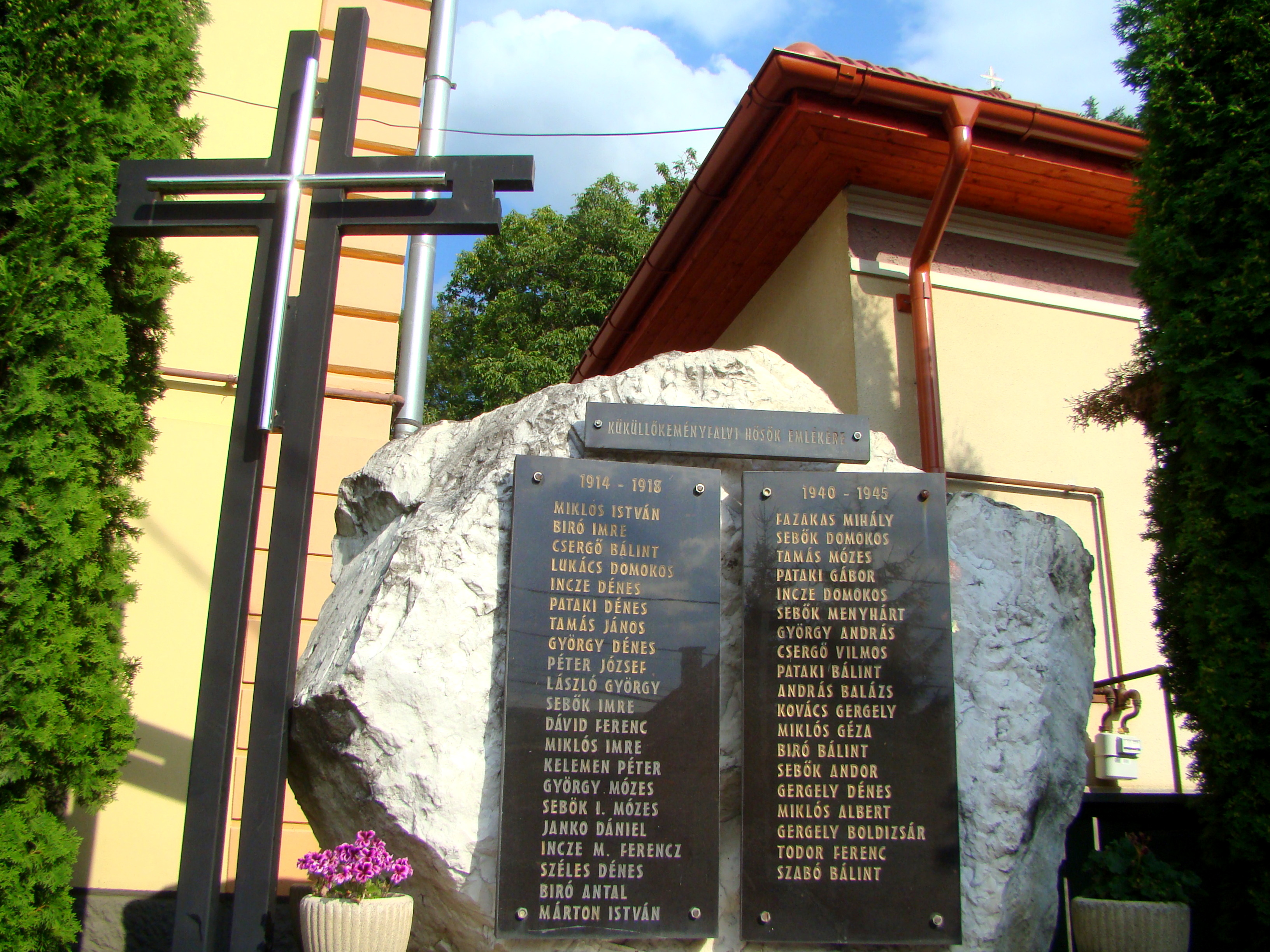
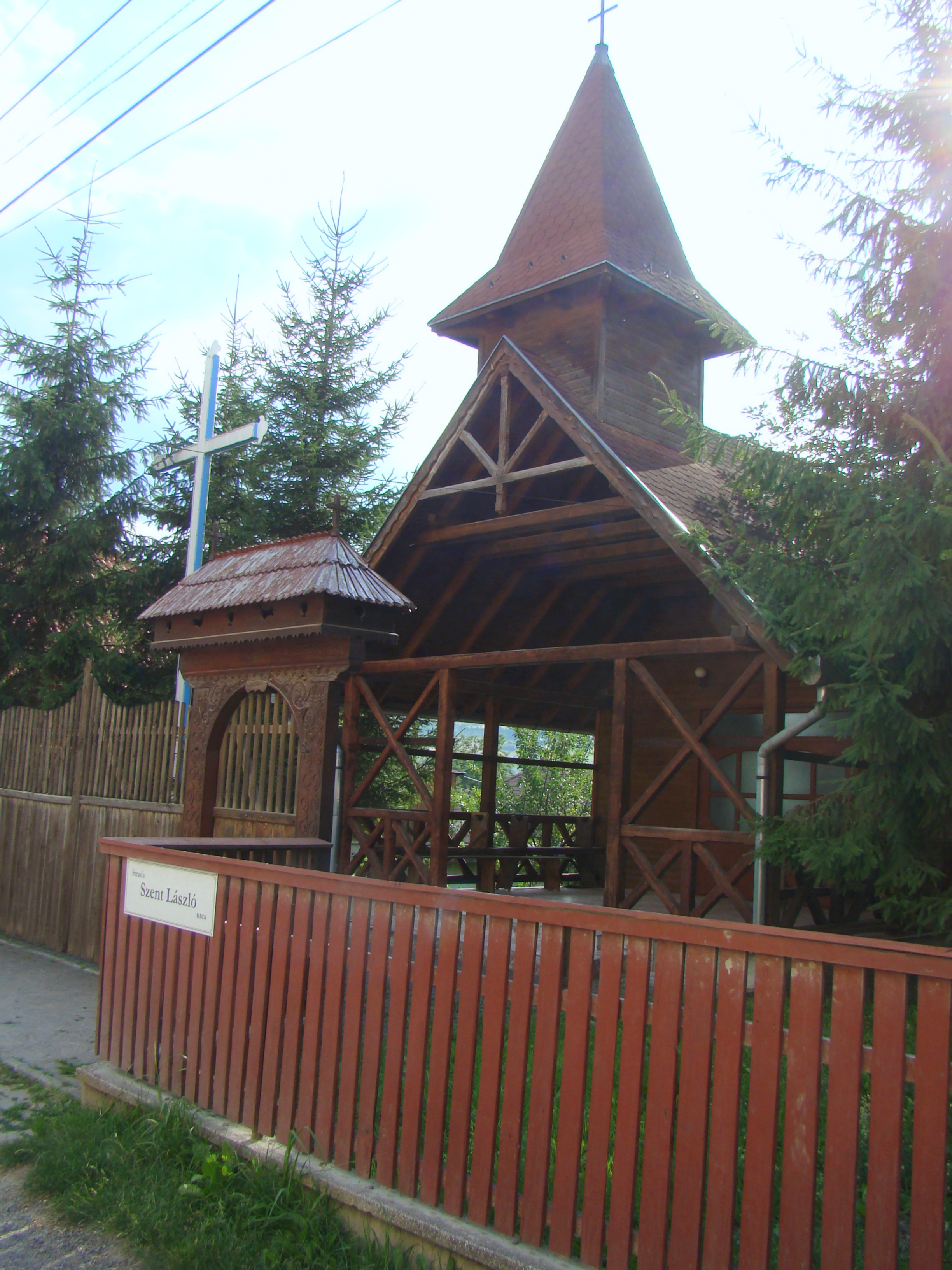
Capela catolică